# Сьценґниця
Сьценґниця (пол. Ścięgnica) — село в Польщі, у гміні Кобильниця Слупського повіту Поморського воєводства.
Населення — 119 осіб (2011).
У 1975-1998 роках село належало до Слупського воєводства.

## Демографія
Демографічна структура станом на 31 березня 2011 року:
|          | Загалом | Допрацездатний вік | Працездатний вік | Постпрацездатний вік |
| -------- | ------- | ------------------ | ---------------- | -------------------- |
| Чоловіки | 56      | 7                  | 43               | 6                    |
| Жінки    | 63      | 13                 | 32               | 18                   |
| Разом    | 119     | 20                 | 75               | 24                   |